# Татаркін Олександр Іванович
Олександр Іванович Татаркін (11 березня 1946, село Порт-Артур, тепер Чесменського району Челябінської області, Російська Федерація — 5 серпня 2016, місто Єкатеринбург, Російська Федерація) — радянський і російський науковець, директор Інституту економіки Уральського відділення АН СРСР. Член ЦК КПРС у 1990—1991 роках. Кандидат економічних наук (1977), доктор економічних наук (1987), професор (1990), член-кореспондент Російської академії наук (з Відділення економіки, 30.05.1997), академік Російської академії наук (з 2006).

## Життєпис
У 1964 році закінчив економічне відділення Троїцького сільськогосподарського технікуму Челябінської області.
У 1964—1965 роках працював економістом, головним економістом Березинського зернорадгоспу Чесменського району Челябінської області.
З 1965 по 1968 рік служив у Радянській армії.
У 1972 році закінчив Свердловський юридичний інститут.
Член КПРС з 1972 року.
У 1972—1973 роках — асистент Свердловського юридичного інституту. У 1973—1976 роках — аспірант кафедри політекономії Уральського державного університету в місті Свердловську.
З 1976 року — асистент, старший викладач, доцент кафедри політекономії Свердловського юридичного інституту. У 1977 році захистив кандидатську дисертацію «Економічне стимулювання раціонального використання матеріальних ресурсів в умовах повного госпрозрахунку: на досвіді використання чорних металів у машинобудуванні». У 1981 році обраний завідувачем кафедри політекономії Свердловського юридичного інституту. У 1985 році захистив докторську дисертацію «Оборотні засоби госпрозрахункового підприємства (об'єднання) в системі соціалістичного виробництва». Одночасно з березня 1987 року — декан факультету правової служби у народному господарстві Свердловського юридичного інституту. 
У 1987—1991 роках — заступник директора Інституту економіки Уральського відділення АН СРСР з науки. У 1990—1991 роках — в.о. директора Інституту економіки Уральського відділення АН СРСР з науки.
З березня 1991 по 5 серпня 2016 року — директор Інституту економіки Уральського відділення Академії наук СРСР (Російської академії наук).
Очолював об'єднану вчену раду з економічних наук Уральського відділення РАН, був членом експертної ради ВАК Росії з економічних наук. Головний редактор «Журналу економічної теорії», член редакції серії «Економіка» Вісника Челябінського державного університету, член Ради директорів Челябінського цинкового заводу. Обирався головою Громадської палати міста Єкатеринбурга. Також працював завідувачем кафедри політичної економії Уральського державного економічного університету, професором кафедри «Менеджмент та маркетинг» Пермського політехнічного університету. З 2002 року — член бюро Відділення суспільних наук РАН.
Був провідним науковцем у галузі регіональної економіки, організатором фундаментальної економічної науки на Уралі. Під його керівництвом засновано провідну наукову школу Росії — уральську наукову школу «Регіональна конкурентоспроможність». Основні праці присвячені управлінню регіонами та територіальними комплексами, саморозвитку регіональних соціально-економічних систем, формуванню концепції сталого соціально-економічного розвитку Росії та Уралу. Ним було розроблено та реалізовано методологію формування на Уралі інноваційних територій. Автор та співавтор понад 400 наукових публікацій, у тому числі 78 монографій.
Помер 5 серпня 2016 року в місті Єкатеринбурзі. Похований на Широкореченському цвинтарі Єкатеринбурга.

## Основні праці
- Ресурси госпрозрахункового підприємства: механізм управління. Москва, 1989;
- Регіональна економіка: новий характер територіальних відносин. Москва, 1990;
- Технополіси — зони економічного зростання. Москва, 1994;
- Економічна реформа в регіоні: проблеми поєднання федерального та територіального. Єкатеринбург, 1994;
- Регіональний ринок: передумови формування та функціонування. Єкатеринбург, 1995;
- Уральський регіон: наслідки економічного реформування. Єкатеринбург, 1996;
- Мініекономіка. Москва: Наука, 2003. (у співавторстві)
- Рух регіонів Росії до інноваційної економіки. Москва: Наука, 2006. (у співавторстві)
- Теорія еволюції соціально-економічних систем. Єкатеринбург — Москва: Економіка, 2008.
- Інноваційне керування технологічним розвитком промисловості регіону. Єкатеринбург, 2009. (редактор);
- Інноваційний розвиток регіонів Росії: теорія, практика, управління. Москва: Економіка, 2010.

## Нагороди і звання
- орден Пошани  (Російська Федерація) (2012)
- орден Дружби  (Російська Федерація) (2002)
- золота медаль ВДНГ (1989)
- медалі
- Заслужений діяч науки Російської Федерації (1996)
- премія Уряду Російської Федерації у галузі науки і техніки (1999)
- почесний громадянин міста Єкатеринбург (2009)